# (37655) Ильяпа
(37655) Ильяпа (лат. Illapa) — это околоземный астероид из группы аполлонов, характеризующийся сильно вытянутой орбитой, из-за которой в процессе своего движения вокруг Солнца он пересекает орбиты всех четырёх планет земной группы от Меркурия до Марса. Он был открыт 1 августа 1994 года американскими астрономами Кэролин Шумейкер и Юджином Шумейкером в Паломарской обсерватории и назван в честь одного из богов погоды мифологии инков, бога грома и молний Ильяпы. 

Орбита астероида Ильяпа и его положение в Солнечной системе
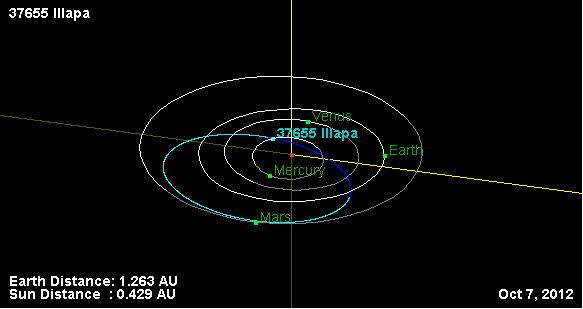
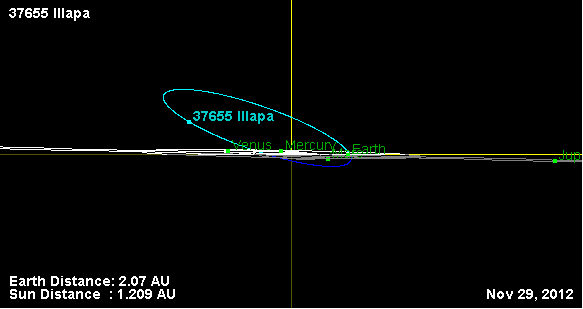
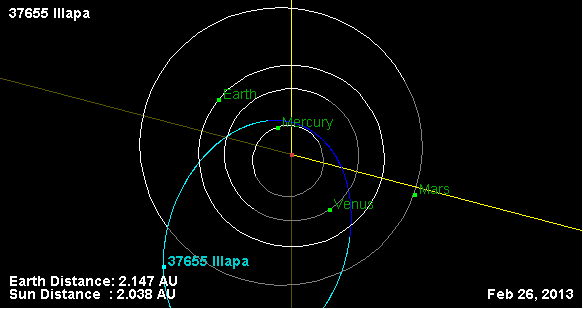